# Рогел
Рогел (нід. Rohel) — село в нідерландській провінції Фрисландія. Входить до муніципалітету Фріске-Маррен.
Його площа становить 6,24 км², а населення станом на 2021 рік складало 215 осіб.
Перша згадка про населений пункт датується 1507 роком.